# Frank Luchs
Frank Luchs (* 1959 in Berlin) ist ein deutscher Musikproduzent, Filmkomponist und Kurzfilm–Regisseur. Luchs ist Gründer der Filmproduktion Visiomedia und lebt seit 2008 in Aarau, Schweiz.

## Filmmusiken
- 1985: Kokain – Das Tagebuch der Inga L.
- 1990: Schwarz Rot Gold – Wiener Blut
- 1990: Tatort – Zeitzünder
- 1991: Peter Strohm (TV-Serie, 4 Folgen)